# Copa Mercosur
La Copa Mercosur (Français : Coupe Mercosur, Portugais : Copa Mercosul, Anglais : Mercosur Cup) était une compétition jouée de 1998 à 2001 par les traditionnels meilleurs clubs brésiliens, argentin, uruguayens, paraguayen et chilien. Cette compétition a été créée par le CONMEBOL pour produire des revenus par le biais des droits TV et ainsi les redistribuer aux participants. Mais, le projet fut une réussite et la Coupe devient donc un digne remplaçant de la Copa CONMEBOL. Ces coupes furent cependant remplacées en 2002 par la Copa Sudamericana.

## Organisation
Vingt équipes participent au tournoi. Ces équipes sont divisées en cinq groupes de quatre équipes chacun. Les matchs étaient joués en deux manches, aller-retour (comme un mini-championnat). Le champion de chaque groupe et les trois meilleurs seconds étaient qualifiés pour les quarts-de-finale. Ceux-ci, ainsi que les demi-finales étaient eux aussi joué en manches aller-retour. En 1998 et en 2000, la finale s'est déroulée sur trois matchs alors qu'en 1999 et 2001, elle ne fut jouée que sur les matchs aller et retour.

## Palmarès
| Année | Vainqueur        | Pays      | Finaliste    | Pays   | Score             | Lieu | Demi-Finalistes                     |
| ----- | ---------------- | --------- | ------------ | ------ | ----------------- | ---- | ----------------------------------- |
| 1998  | SE Palmeiras     | Brésil    | Cruzeiro EC  | Brésil | 1-2/3-1/1-0       |      | Club Olimpia, San Lorenzo           |
| 1999  | CR Flamengo      | Brésil    | SE Palmeiras | Brésil | 4-3/3-3           |      | Peñarol, San Lorenzo                |
| 2000  | CR Vasco da Gama | Brésil    | SE Palmeiras | Brésil | 2-0/0-1/4-3       |      | River Plate, Atlético Mineiro       |
| 2001  | San Lorenzo      | Argentine | CR Flamengo  | Brésil | 0-0/1-1 (4-3 tab) |      | SC Corinthians, Grêmio Porto Alegre |

## Victoires par équipe
- CR Flamengo : 1999
- SE Palmeiras : 1998
- San Lorenzo : 2001
- CR Vasco da Gama : 2000

## Victoires par pays
- Brésil : 3 victoires
- Argentine : 1 victoire